# Audi A5
Pour les articles homonymes, voir A5.
L'Audi A5 est une automobile du constructeur allemand Audi. L'A5 marque le retour d'Audi sur le marché des coupés depuis l'Audi S2 disparue en 1996. Elle concurrence chez BMW la Série 3 coupé puis la Série 4, et chez Mercedes-Benz la CLK puis la Classe C coupé.

## Première génération (2007-2016)
Ce coupé Audi s'intercale entre les berlines Audi A4 et A6, et se voit donc attribuer la dénomination A5. L'Audi A5 est officiellement présentée au Salon international de l'automobile de Genève en mars 2007. Le coupé démarre à partir de 36 440 € et le modèle Sportback à partir de 35 320€.

### Performances
Parmi les nouveautés introduites par l'Audi A5, figure l'emplacement plus reculé du moteur afin de favoriser l'équilibre des masses (55/45) entre les roues avant et arrière contre 61/39 sur l’Audi A4 (B7), mais également l’adoption de porte-à-faux nettement réduit limitant le comportement sous-vireur. La précision a été améliorée grâce à l’implantation du boîtier de direction à assistance hydraulique sous le bloc motopropulseur. L'Audi A5 présente un nouveau train avant à cinq bras disposant d'un renfort destiné à améliorer la rigidité torsionnelle.
L’Audi A5 peut s’équiper d’un moteur 6 cylindres en V (V6), en position centrale et à injection directe, développant 265 ch et 330 N m. Un moteur 2.0 TFSI de 4 cylindres turbocompressé est également disponible en deux versions : Soit 180 ch et 320 N m ou bien 211 ch et 350 N m. La voiture est bridée électroniquement à 250 km/h.
Le V6 3.0 TDI quattro déploie jusqu’à 500 N m de couple et abat le 0 à 100 km/h en 5,9 s.

### Habitabilité
Côté intérieur, l'Audi A5 offre quatre places bien que le confort du conducteur soit évidemment privilégié, et que les commandes sont radicalement tournées vers le poste de conduite par une architecture asymétrique. Le volume accordé au chargement est d’environ 455 litres pouvant atteindre 830 litres lorsque les dossiers 40/60 sont rabattus.
Le Neiman est abandonné au profit d’une « carte-clé » contenant des informations sur le véhicule et sur les problèmes ayant pu survenir, pouvant être utilisés lors des contrôles techniques.
Esthétiquement, l’Audi A5 peut recevoir des inserts en métal couleur platine, en bois précieux ou en aluminium. Les selleries sont en tissu exclusif ou en cuir associé en option à des sièges sportifs baquets ou à des sièges conforts chauffés et ventilés.
Les équipements livrés en série sont peu nombreux : on y retrouve un frein à main électromécanique, l’allumage automatique des phares, la climatisation automatique, l’autoradio CD MP3... Côté sécurité, l’Audi A5 s’équipe de l'ESP, de l'ABS avec amplificateur, des antibrouillards...
La liste des options est quant à elle très longue : projecteurs xénon, Audi Hill Hold Assist (assistant de démarrage en côte), régulateur de vitesse actif, suspension réglable, pack S-line, direction dynamique, système audio Bang & Olufsen, sièges électriques, ...

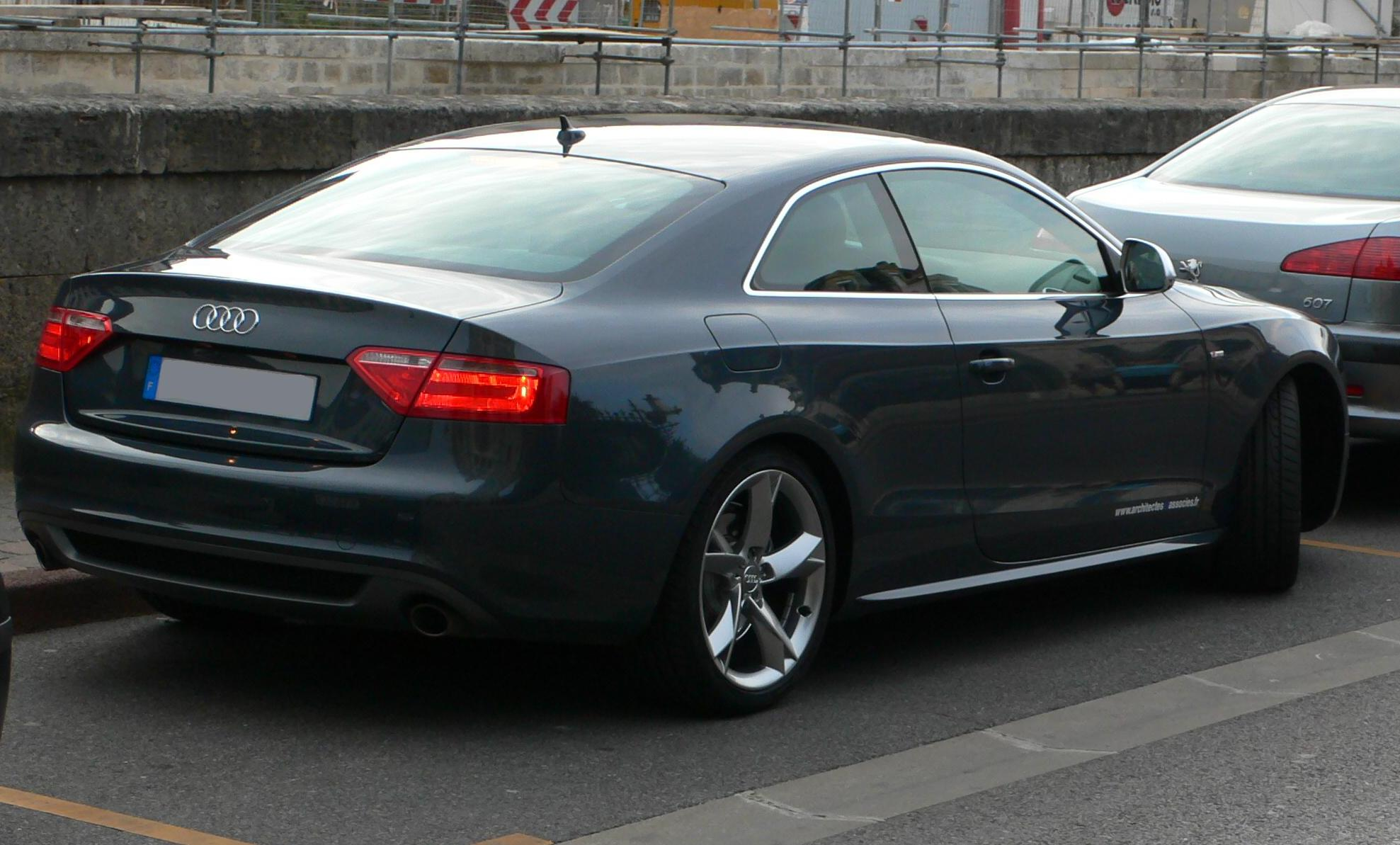
Audi A5 Coupé Phase I
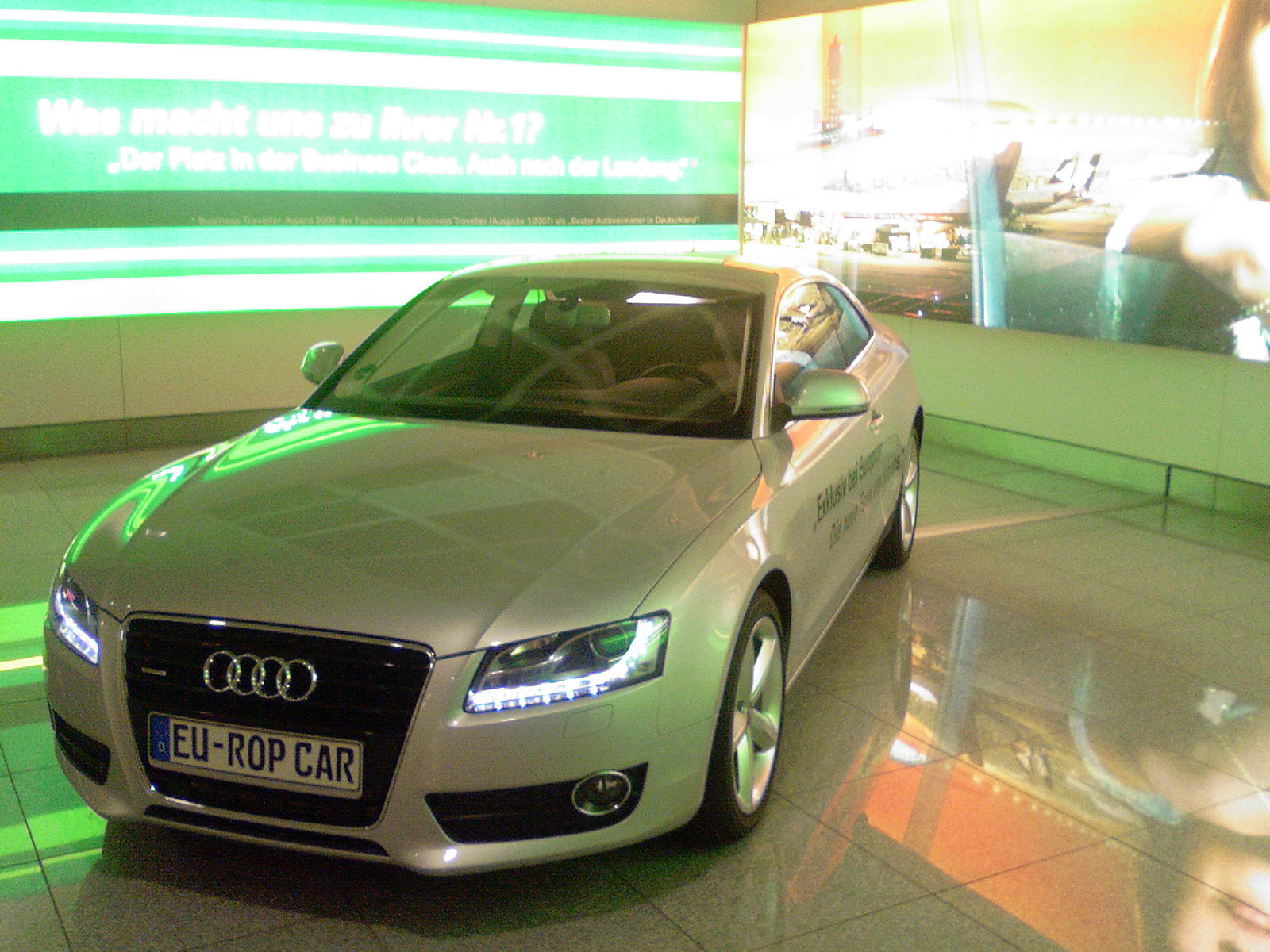
Audi A5 Coupé Phase I
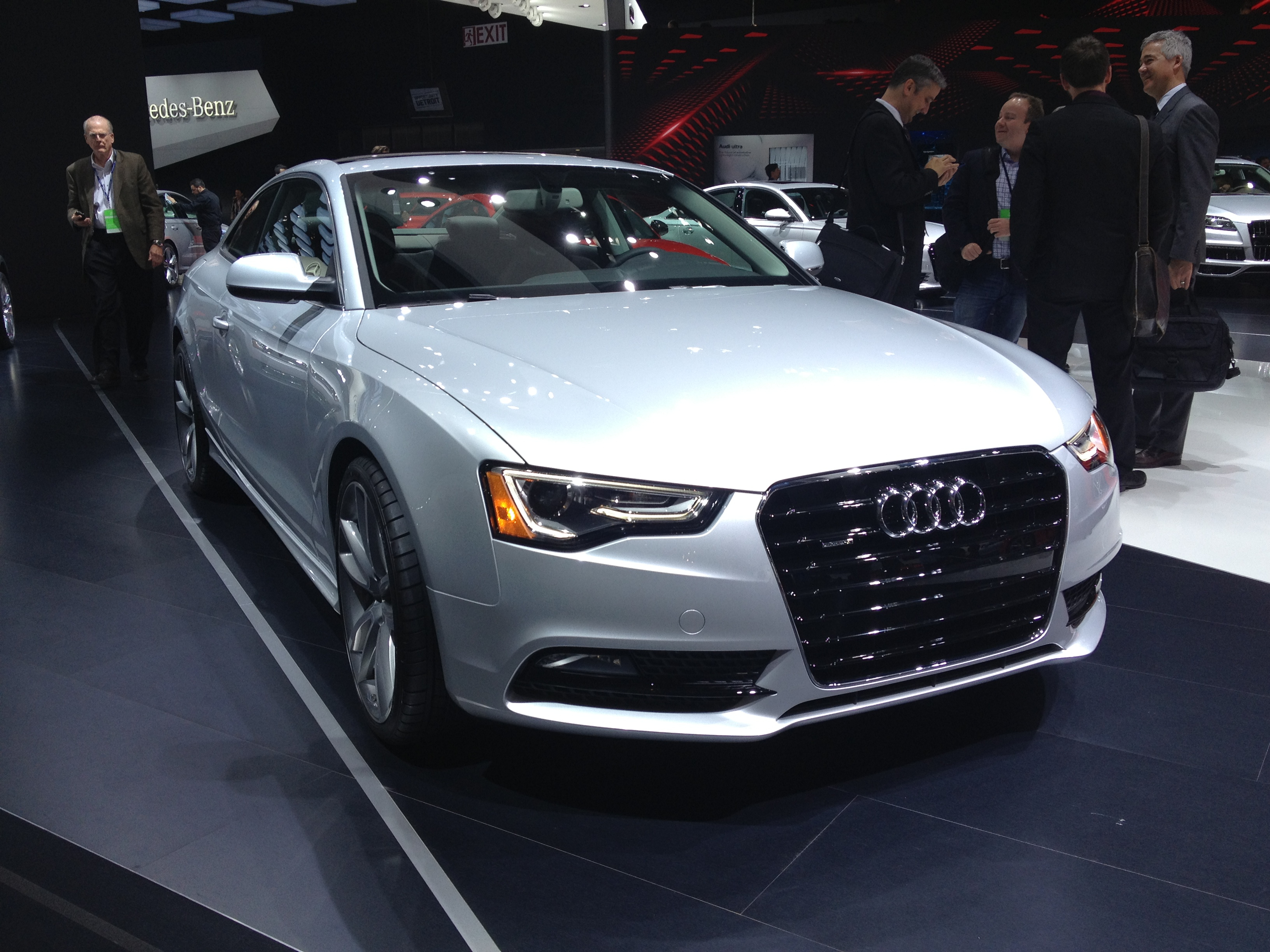
Audi A5 Coupé Phase II
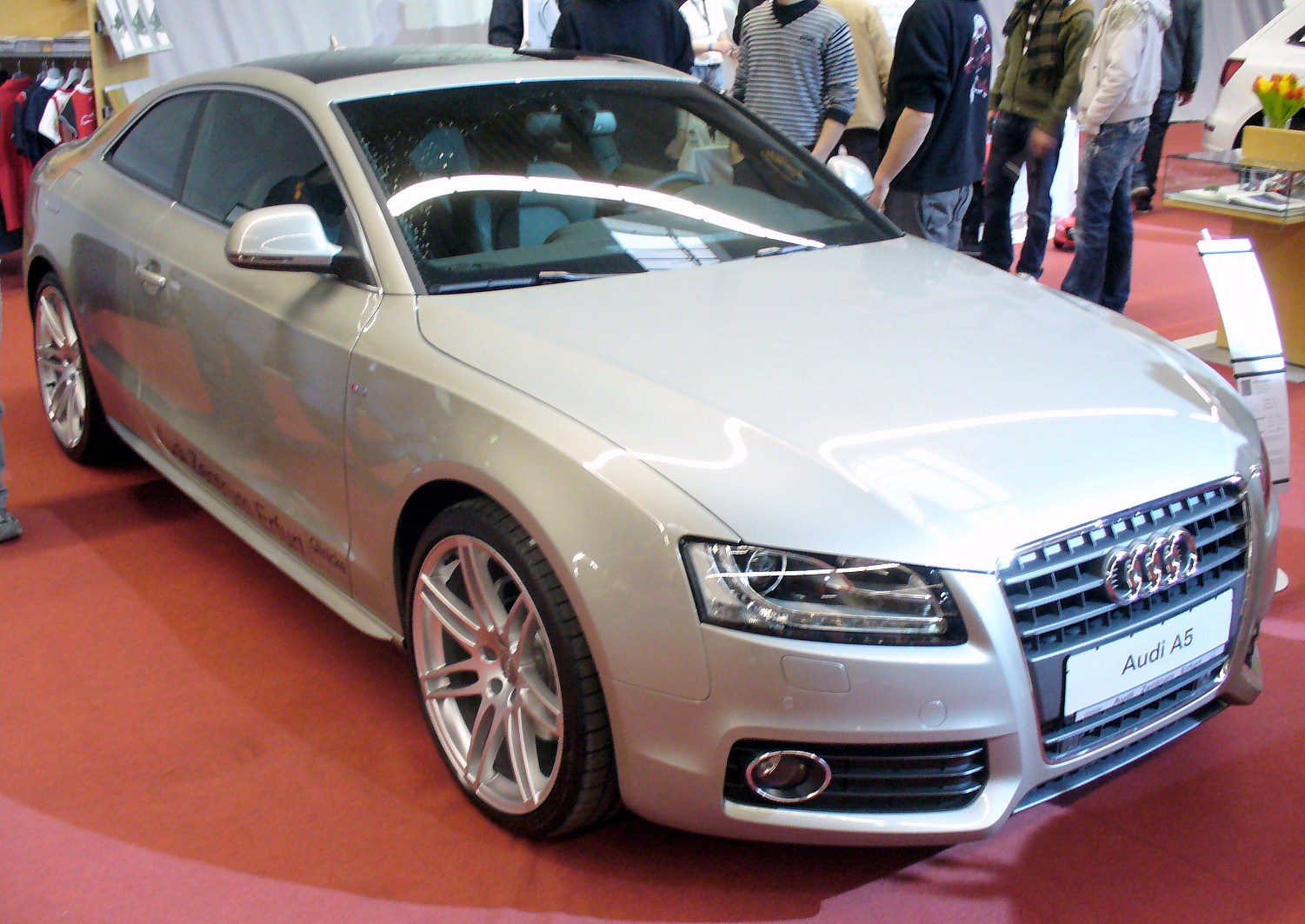
Audi S5 Coupé

### Design

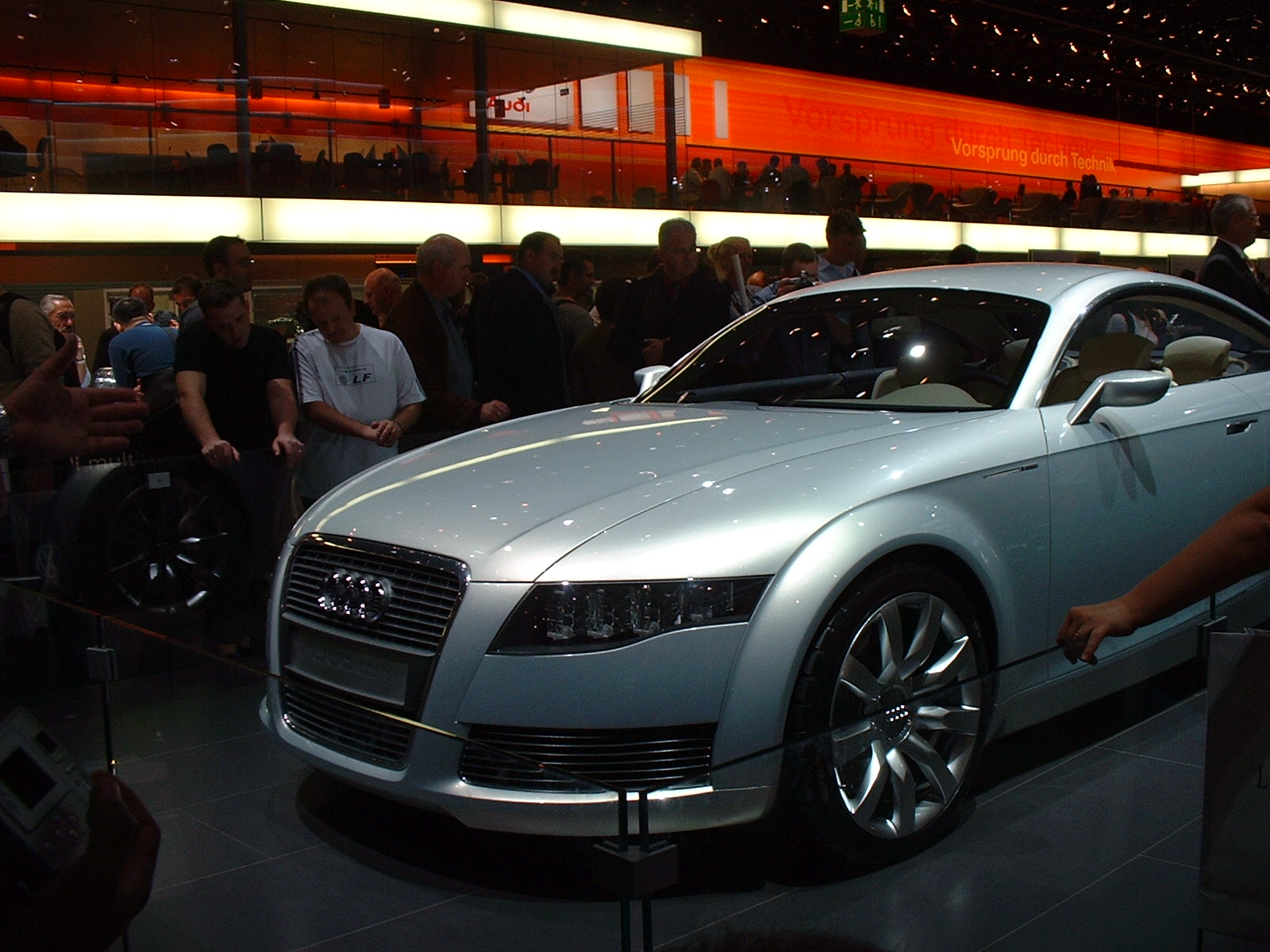
Le concept-car Nuvolari.

L’Audi A5 inaugure par ailleurs la nouvelle plate-forme Modular Longitudinal Platform. Dessinée par l'italien Walter de Silva (également créateur du concept Nuvolari), le coupé de la marque aux anneaux est considéré par ce dernier comme la plus belle réussite de sa carrière.
La calandre Single Frame demeure sensiblement identique au reste de la gamme Audi, à quelques détails près. Ce sont principalement les optiques de phares qui caractérisent cette nouvelle génération d’Audi. L’Audi A5 arbore en effet en option (xénon plus) un chapelet de 8 LED soulignant les optiques de phares avant, pour un éclairage de jour, rappelant ceux de l'Audi R8. La ligne de caisse, qui joint les optiques avant et arrière, fait également partie des nouveautés de ce coupé. Un jeu de lignes, sous forme de vagues, et de surfaces parcourent ainsi toute la caisse. Les derniers modèles sont équipés de feux arrière à led.

### Motorisations
Essence :
- 4 cylindres 1.8 TFSI 170 ch (10/2007-11/2008). Multitronic en option.
- 4 cylindres 1.8 TFSI 160 ch (05/2009-09/2011). Multitronic en option.
- 4 cylindres 2.0 TFSI 180 ch (09/2008-03/2012). Multitronic en option.
- 4 cylindres 2.0 TFSI 211 ch (06/2008- ). Multitronic, Stronic et Quattro en option.
- 6 cylindres en V 3.2 FSI 265 ch (06/2007-03/2012). Multitronic ou Quattro de série, Quattro Tiptronic/Stronic en option.
- 4 cylindres 1.8 TFSI 170 ch bi-injection (08/2011- ). Multitronic en option.
- 6 cylindres en V 3.0 compresseur 272 ch (11/2011- ). Quattro et Stronic.

Diesel :
- 4 cylindres 2.0 TDI 143 ch (09/2009- ) Multitronic en option (uniquement sur Sportback).
- 4 cylindres 2.0 TDI 170 ch (08/2008-03/2012). Quattro en option.
- 6 cylindres en V 2.7 TDI 190 ch (07/2007-03/2012). BVM6 ou Multitronic.
- 6 cylindres en V 3.0 TDI 240 ch (06/2007-03/2012). Quattro, BVM6 ou Stronic.
- 4 cylindres 2.0 TDI 177 ch (12/2011- ). Quattro ou Multitronic en option.
- 6 cylindres en V 3.0 TDI 204 ch (09/2011- ). BVM6 ou Multitronic.
- 6 cylindres en V 3.0 TDI 245 ch (08/2011- ). Quattro, BVM6 ou Stronic.

### A5 Cabriolet

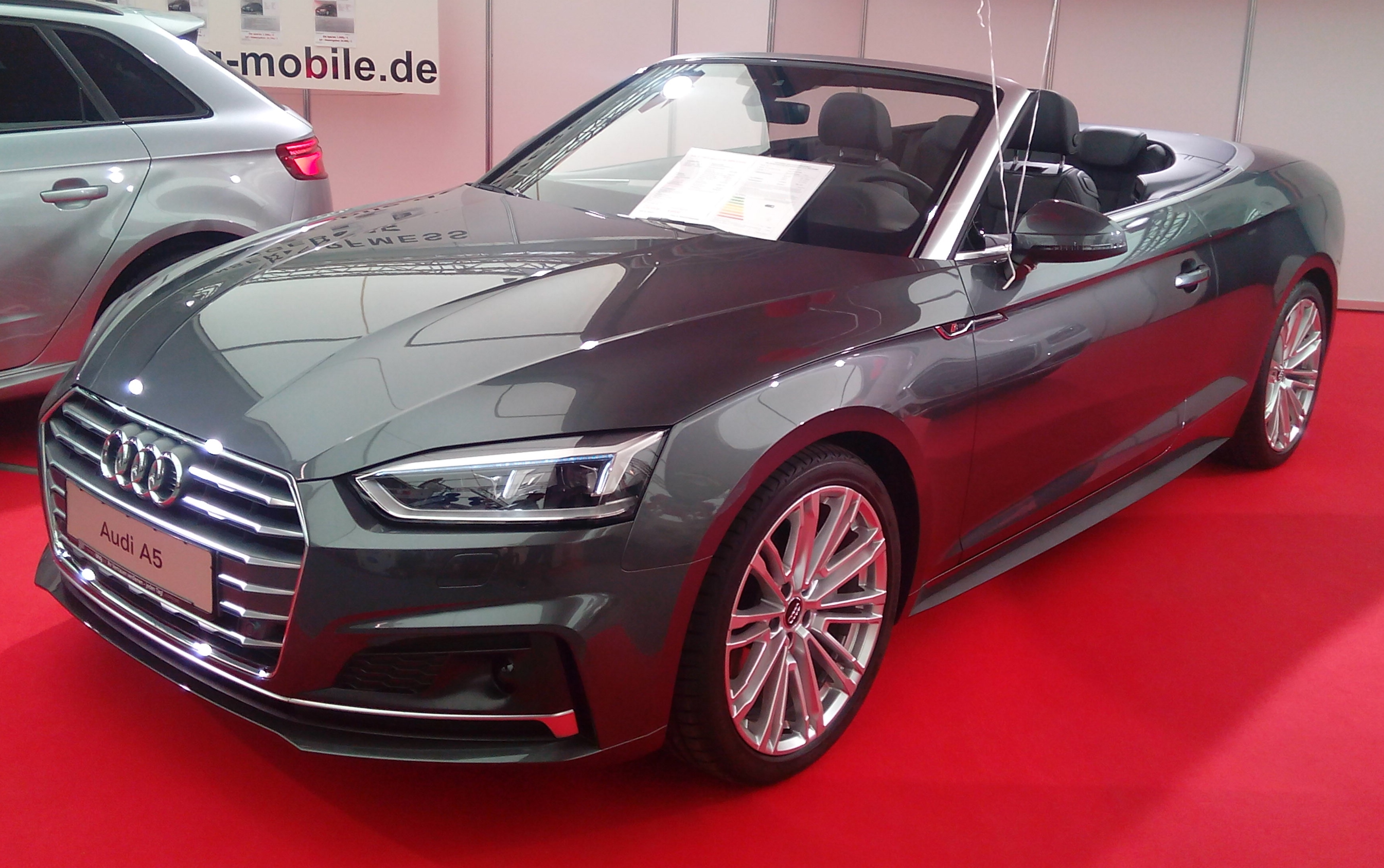
A5 Cabriolet.
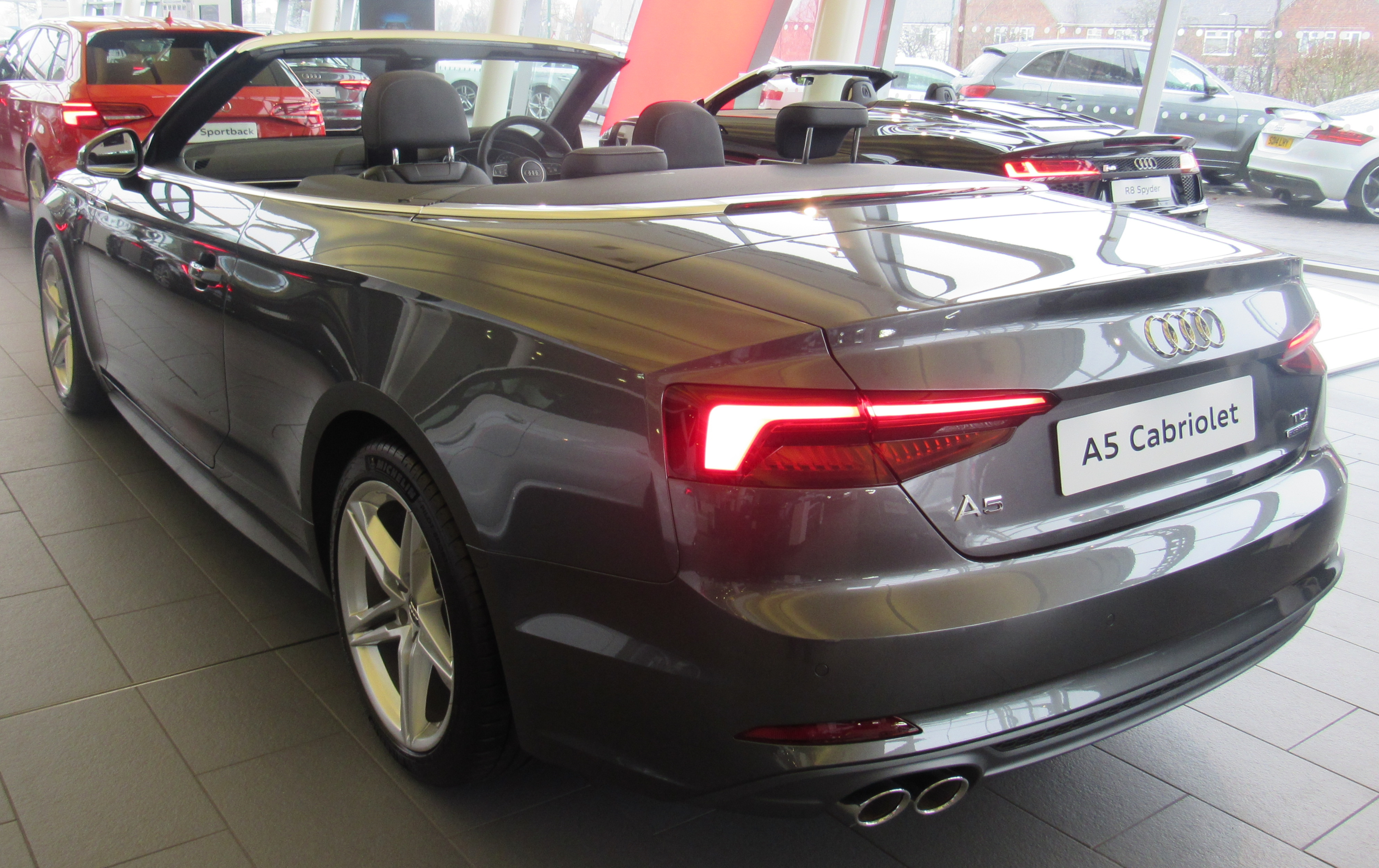
A5 Cabriolet.

La déclinaison cabriolet de l'Audi A5 a été présentée en mars 2009 au salon automobile de Genève. Le cabriolet A5 opte, contrairement à la BMW Série 3, pour une capote en toile souple. Le prix d'appel est de 41 330 € pour la version 1.8 litre de 160 ch TFSI.

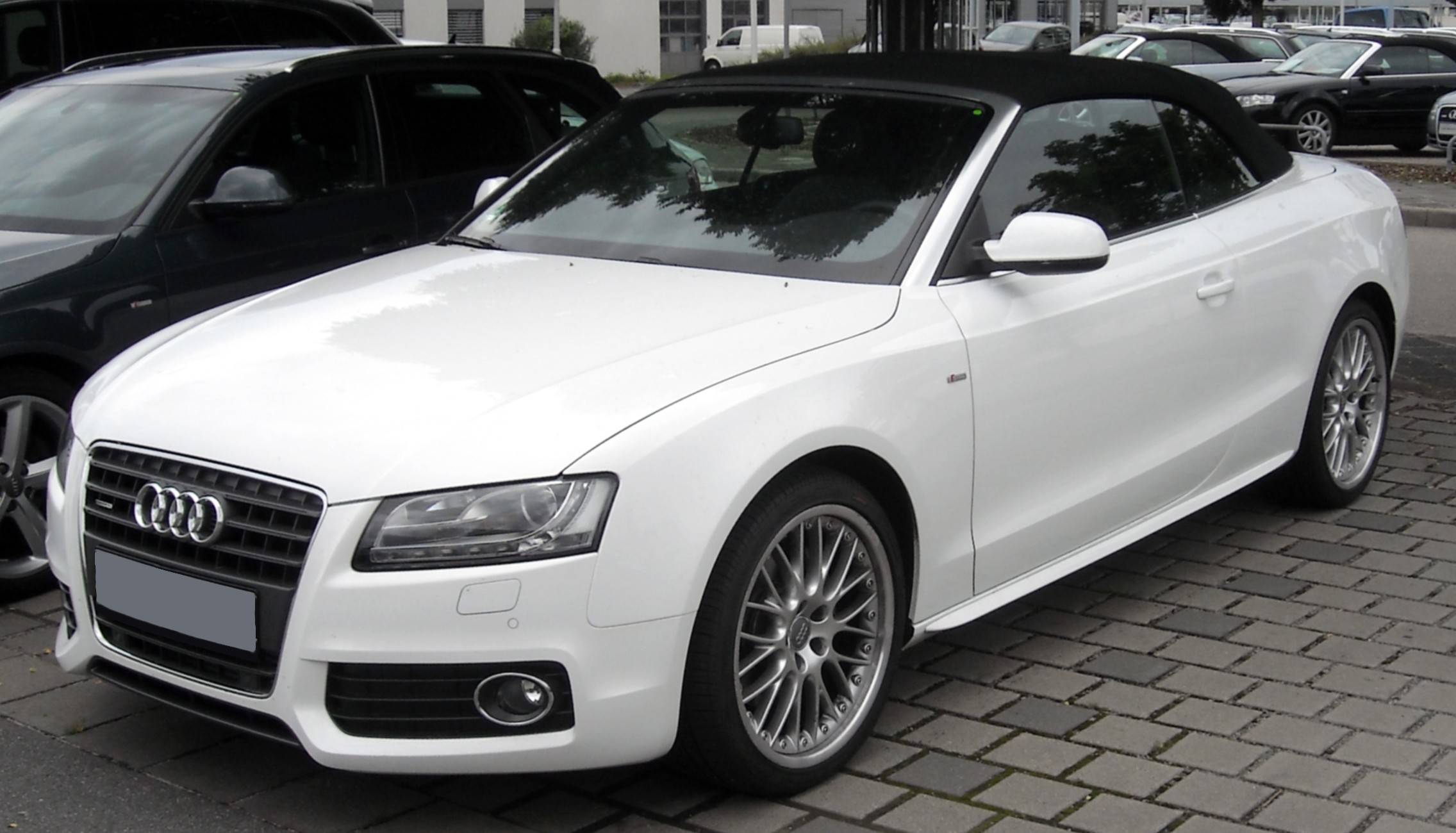
A5 Cabriolet Phase I
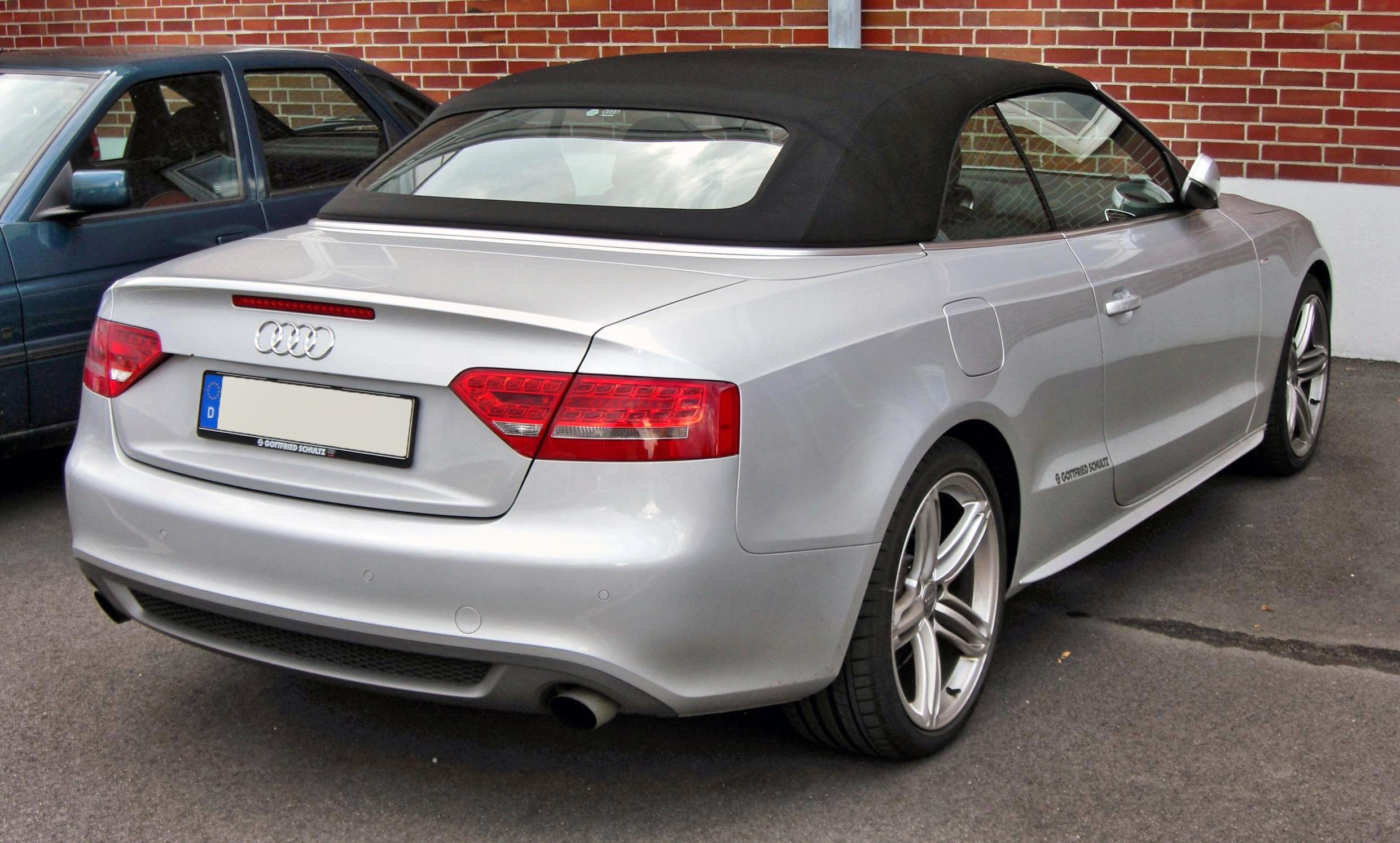
A5 Cabriolet Phase I
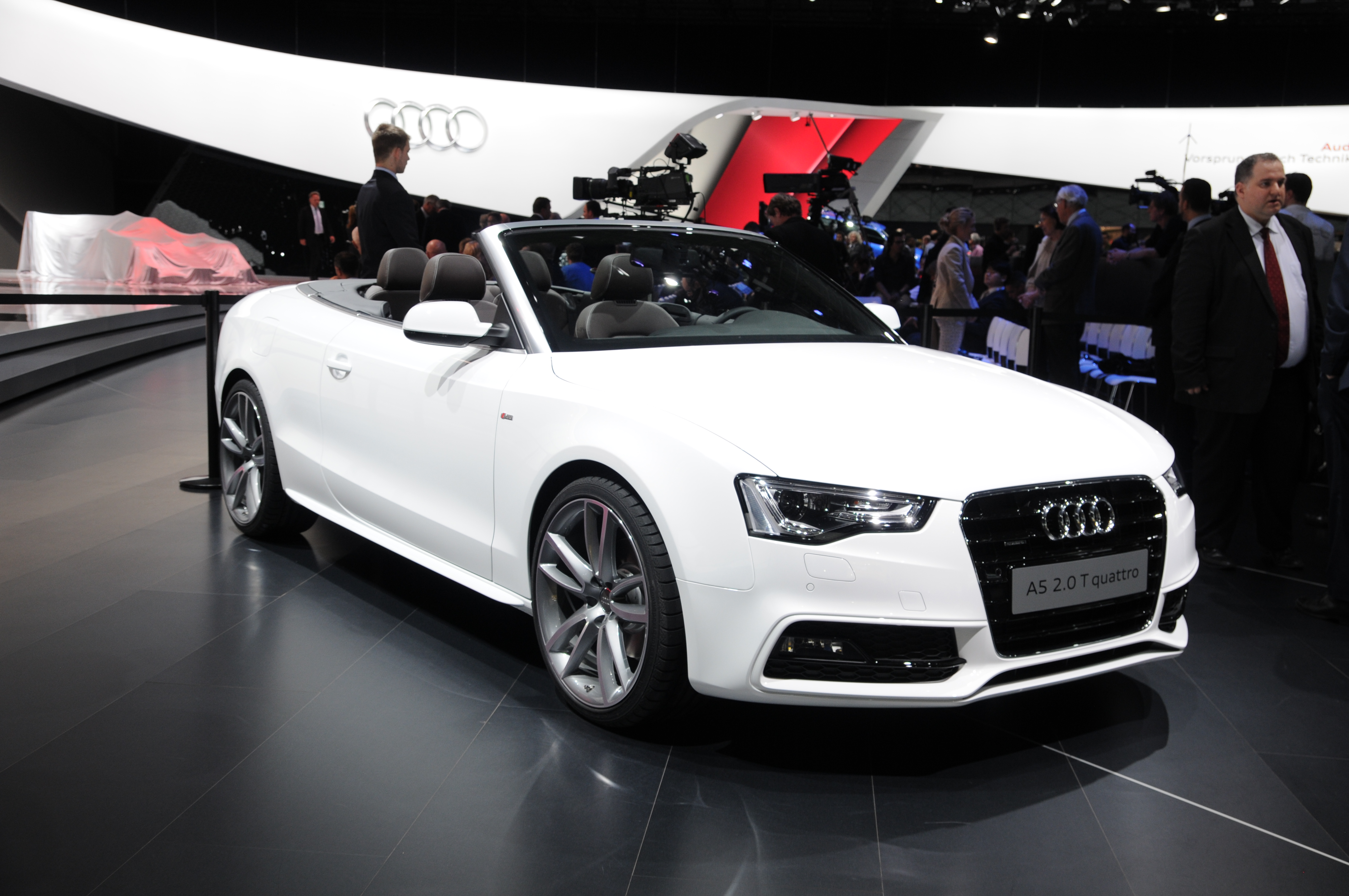
A5 Cabriolet Phase II

### A5 Sportback
Dernière arrivée : la version Sportback. Coupé 5 portes (avec un hayon), elle est destinée à répondre aux besoins des clients que l'accès à l'arrière du coupé 2 portes pourrait rebuter. Allongée jusqu'à 4,71 m, elle permet à quatre adultes de voyager confortablement dans une A5, sans dénaturer la ligne originelle, et est dotée d'un coffre plus spacieux. Principale nouveauté au niveau du design : l'apparition d'une vitre de custode qui remonte, alors qu'historiquement les vitres arrière des Audi ont toujours été tombantes et en pointe. Ses tarifs sont légèrement inférieurs à ceux de la 2 portes.

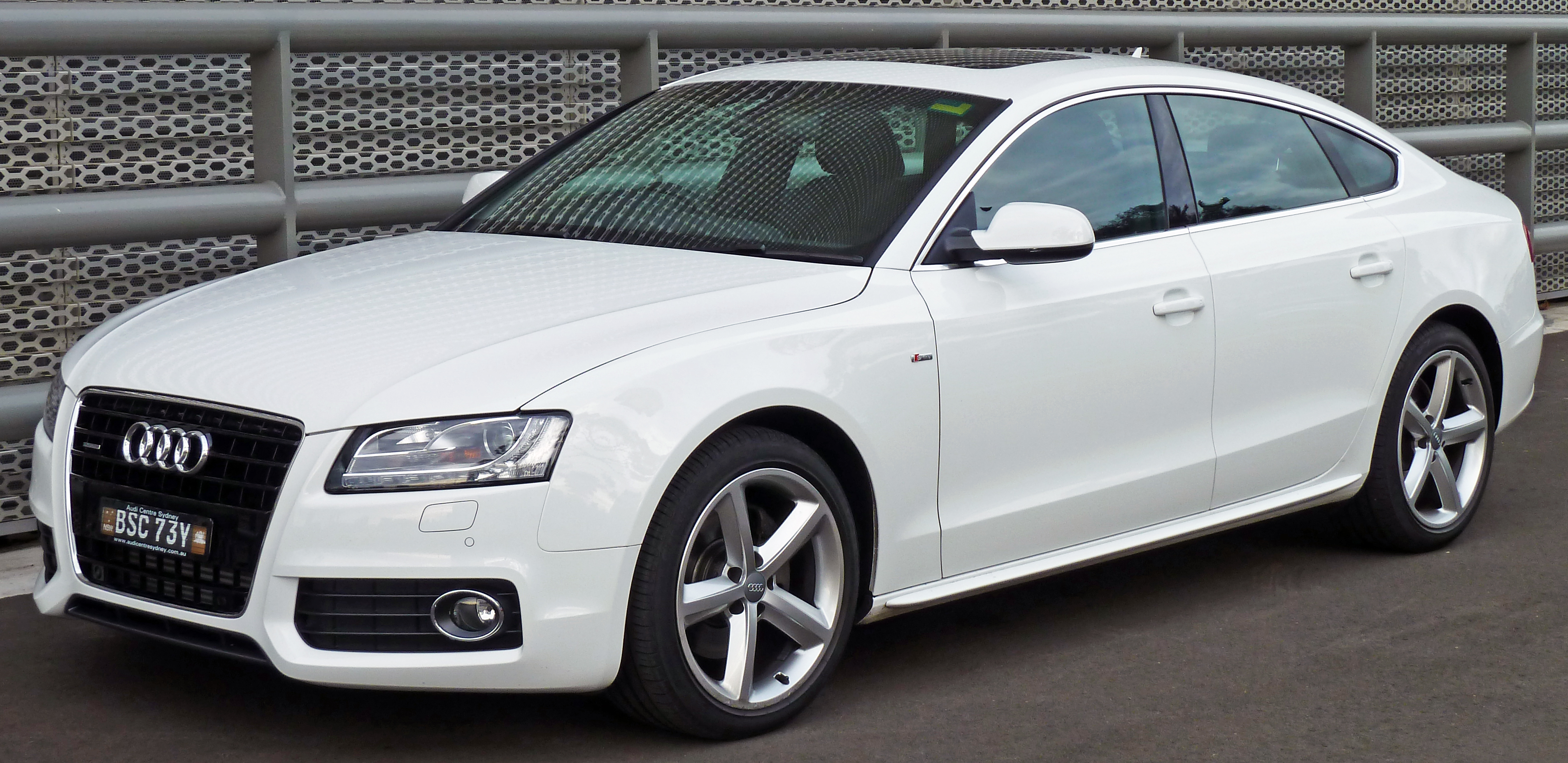
A5 Sportback Phase I
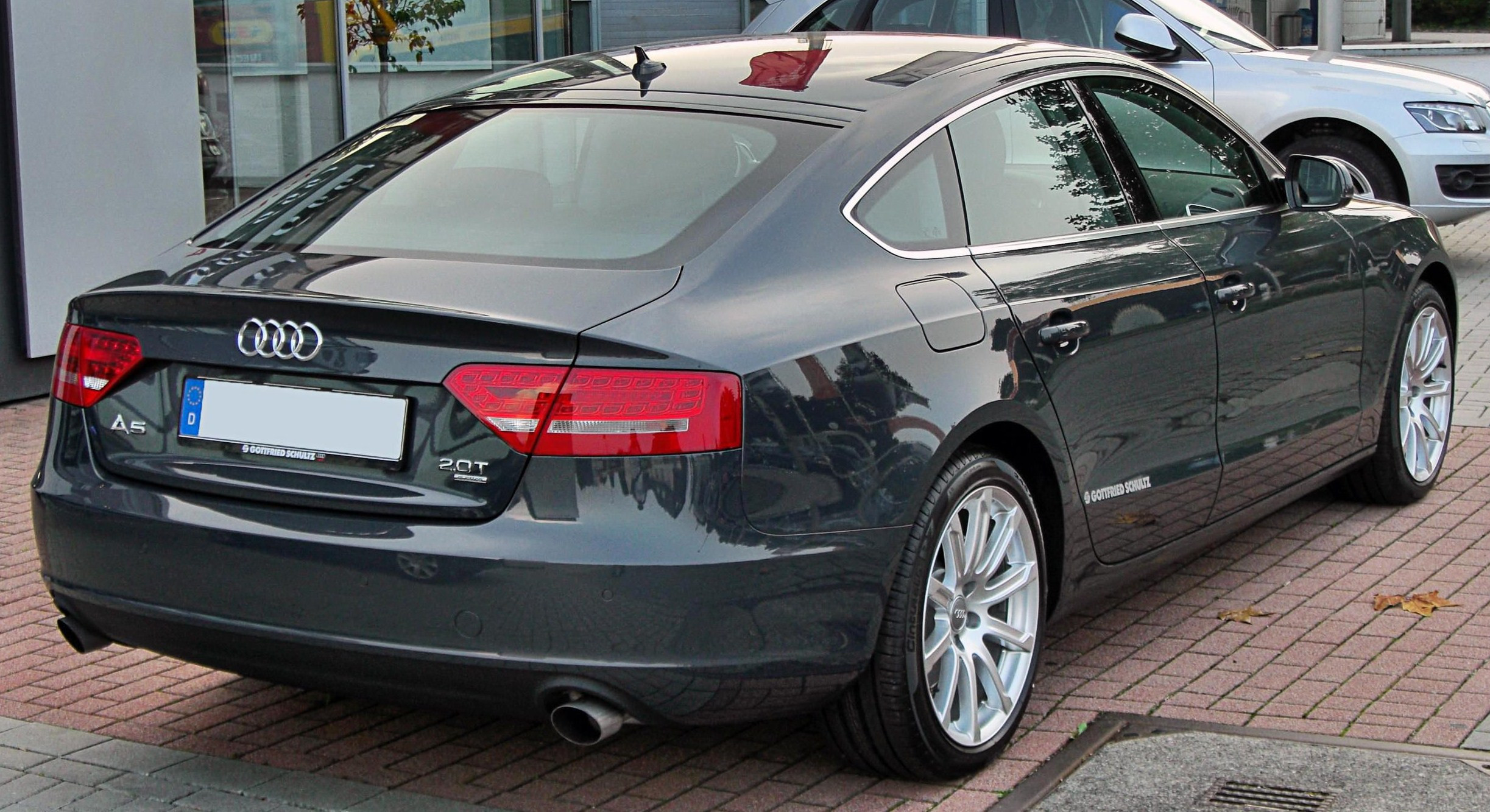
A5 Sportback Phase I
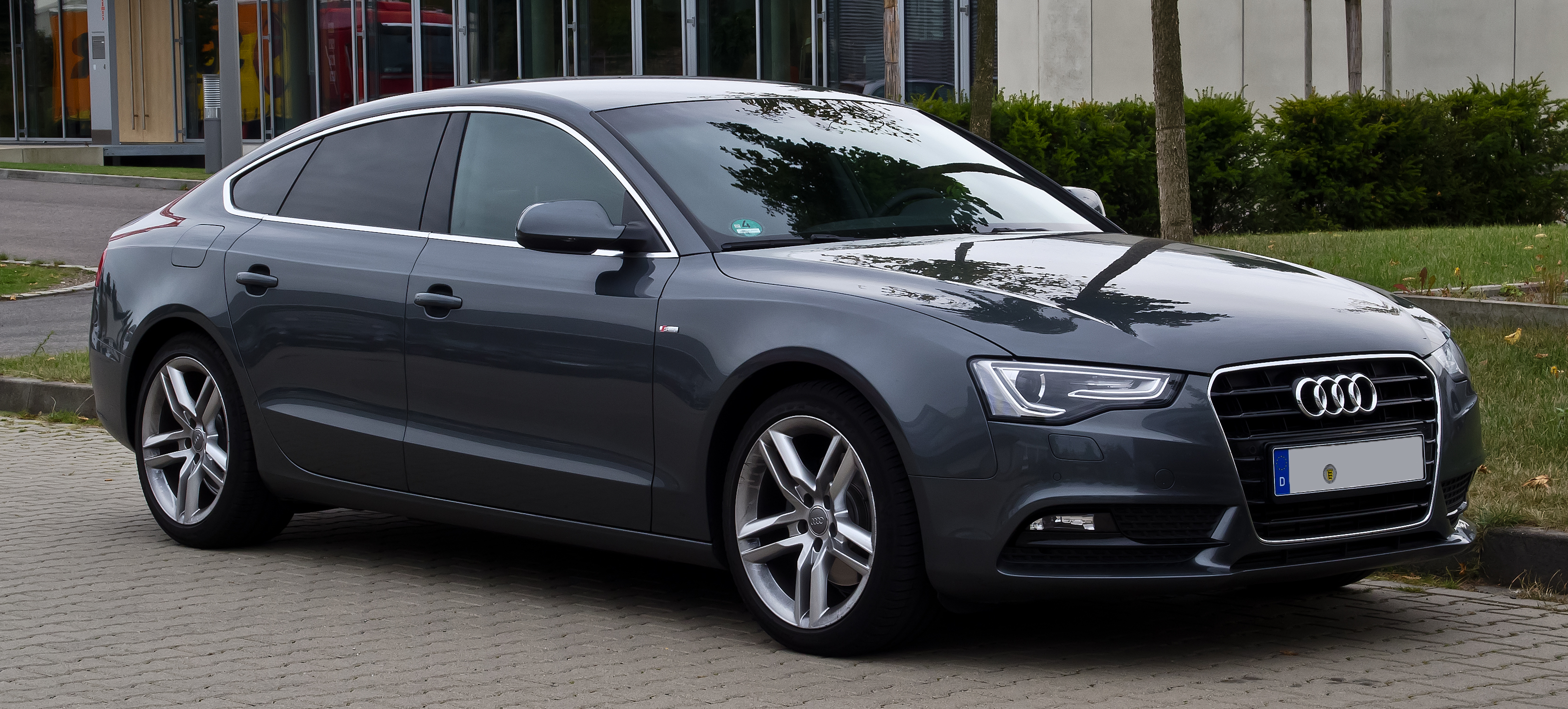
A5 Sportback Phase II

## Seconde génération (2016-2024)
La deuxième génération d'A5 est révélée officiellement le 2 juin 2016 avant sa présentation au Mondial de Paris 2016 pour une commercialisation en septembre.

### Phase 2
La phase 2 de la seconde génération de l'Audi A5 est présentée au salon de Francfort 2019.
L'intérieur évolue en profondeur et reprend la présentation déjà vue sur l'A4 restylée. L'écran du système MMI devient tactile. Le Virtual Cockpit évolue également dans ses graphismes.
A l'extérieur, les feux ont été redessinés et adoptent une nouvelle signature lumineuse.
Les motorisations disposent toutes d'une micro hybridation permettant de réduire leurs consommations. Les versions d'entrée de gamme sont remaniées. Le 35 TFSI de 150 ch disparaît laissant place à un 45 TFSI de 190 ch, le 35 TDI demeure, passant de 150 à 163 ch.

### A5 Sportback
La nouvelle Audi A5 dévoile ses nouvelles lignes et des proportions équilibrées : 4,67 m de longueur, 1,8 m de largeur et 1,37 m de hauteur. Le hayon dispose d’une capacité de chargement de 480 litres, pouvant aller jusque 1 300 litres avec les sièges arrière rabattus. Une gamme de moteurs innovants autant en Essence (TFSI) qu'en Diesel (TDI), pouvant aller jusqu'à 272 chevaux sur le plus gros modèle (3.0 TDI quattro tiptronic) 

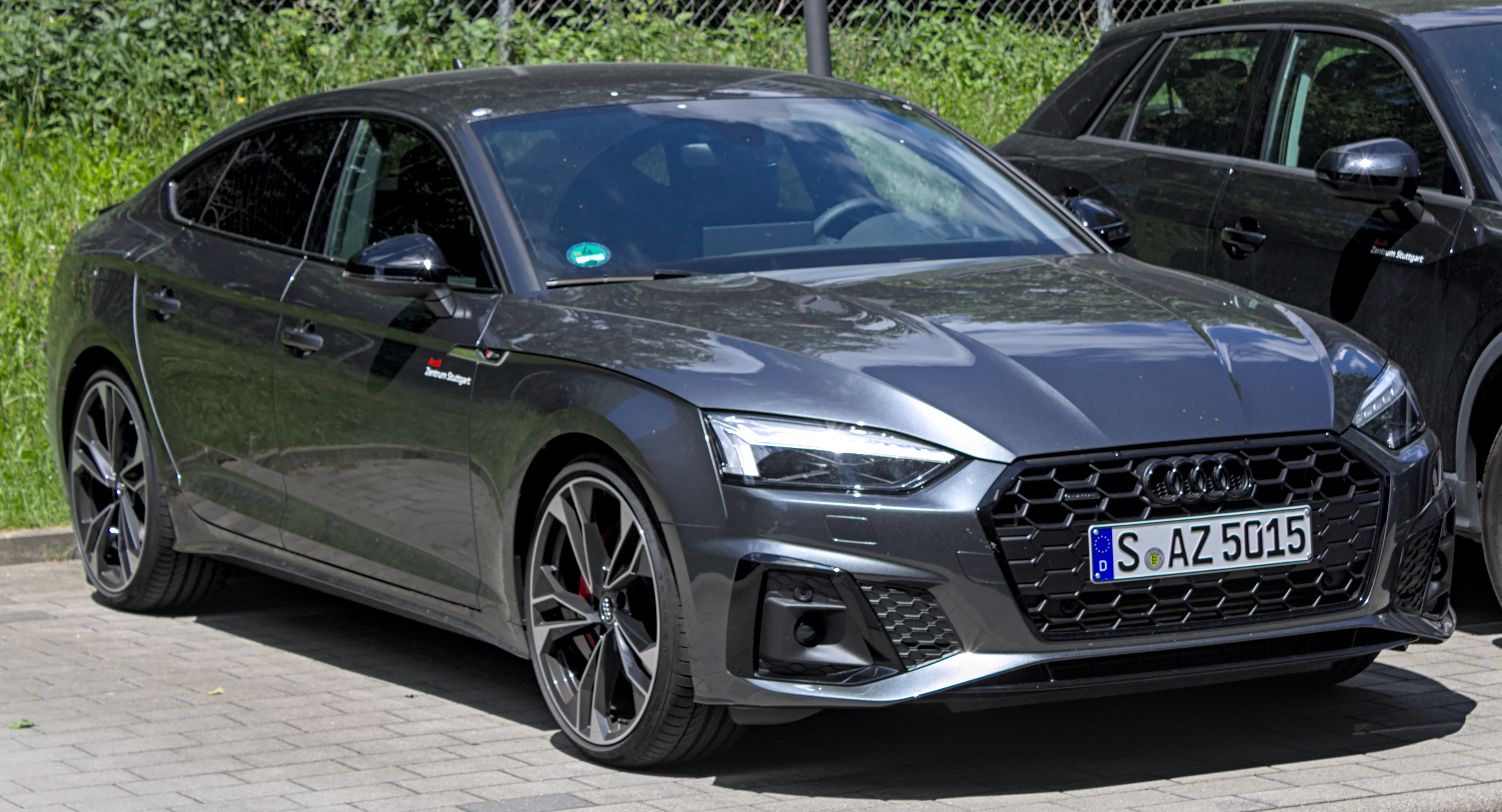
A5 Sportback
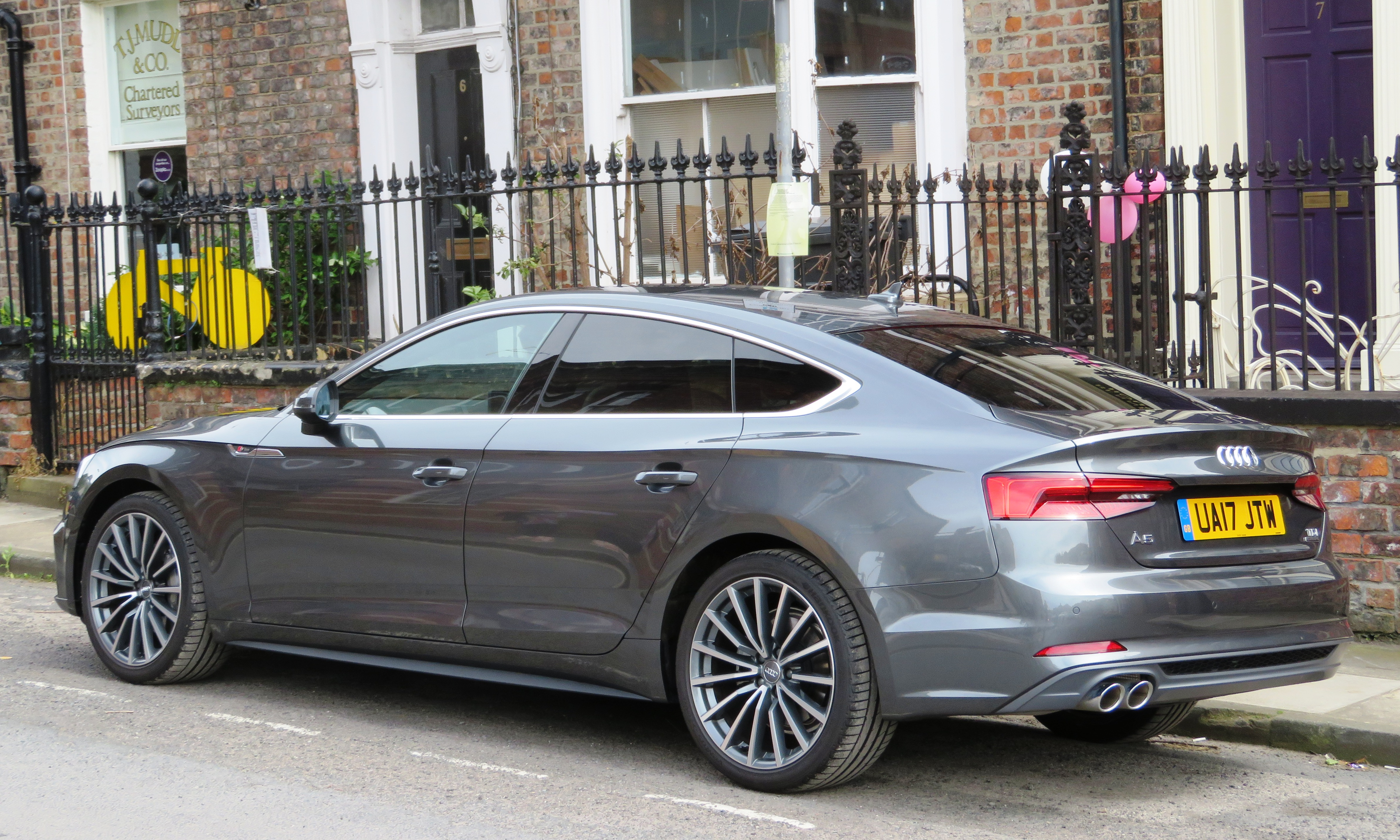
A5 Sportback

En 2017, Audi propose sur le marché une Audi A5 g-tron roulant de série au gaz naturel comprimé (CNG compressed natural gas, GNV gaz naturel pour véhicules), ayant une motorisation de 170ch dérivée du 2,0L TFSI de 190ch.

### A5 Cabriolet
- A5 Cabriolet.
- A5 Cabriolet.

### S5
Dans sa version sportive, la S5 dispose d’un nouveau moteur V6 turbo développant une puissance de 360 ch et un couple de 500 N m.

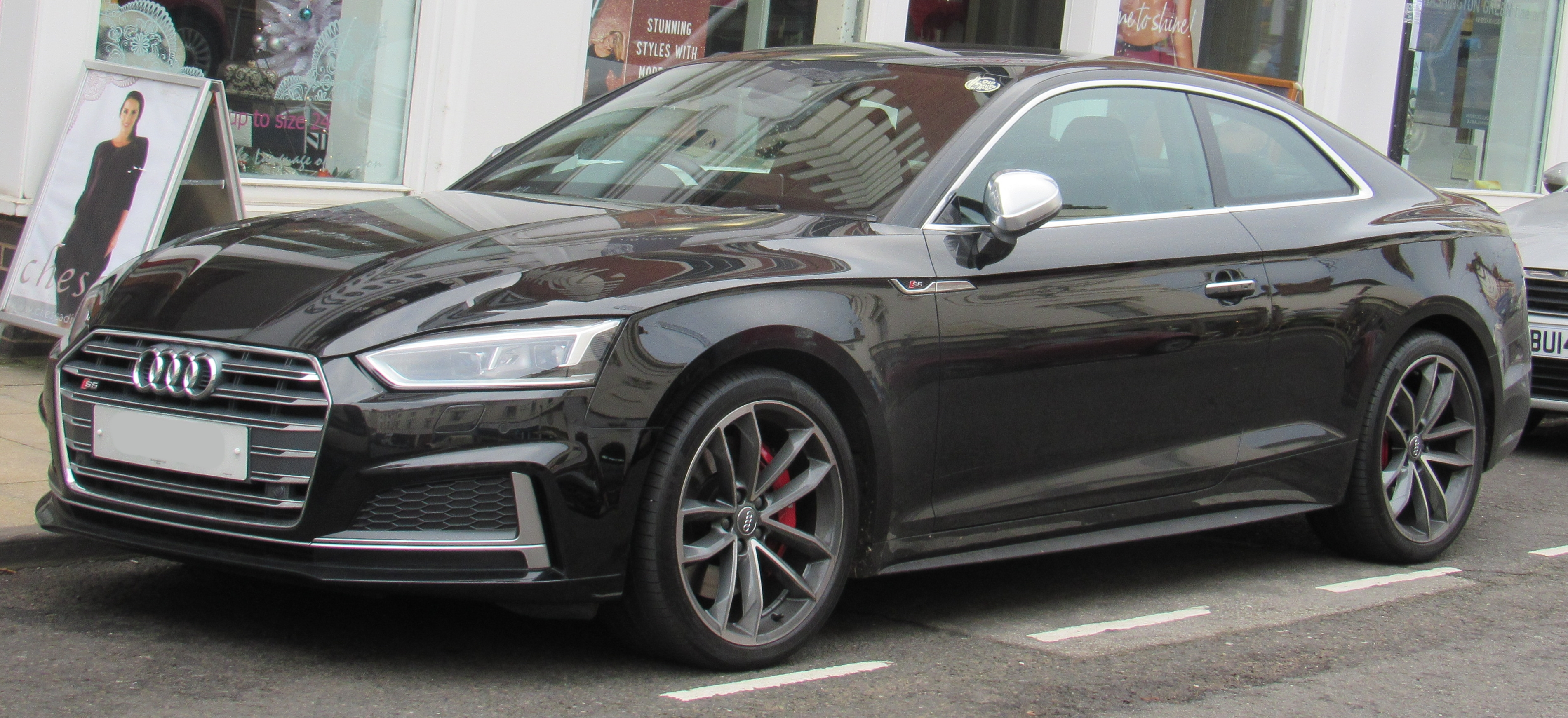
S5 Coupé
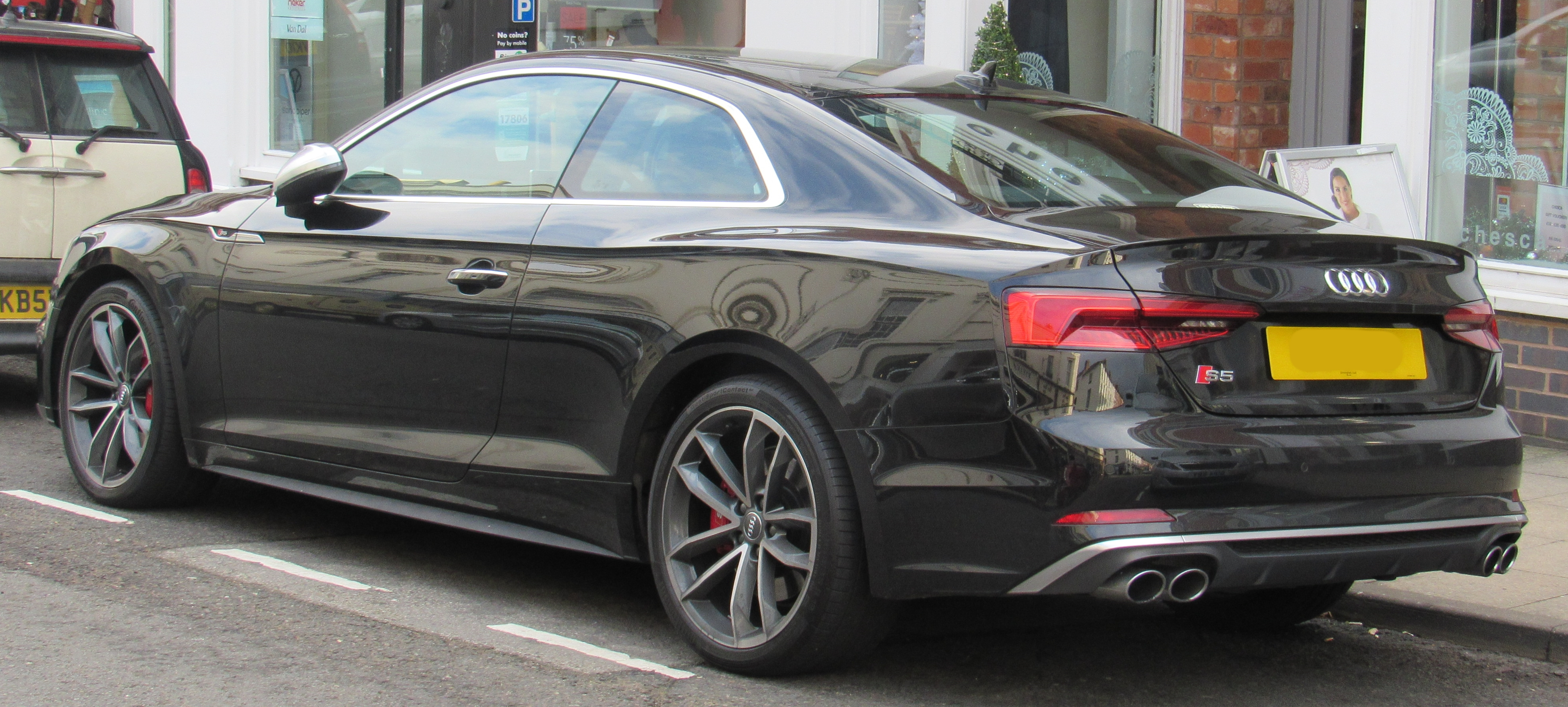
S5 Coupé

### RS5
La RS5 est la plus puissante de la catégorie A5. Le nouveau moteur V6 2.9 TFSI biturbo d'origine Porsche développe 450 ch et un puissant couple de 600 N m.
0 à 100 km/h en 3,9 secondes et atteint 250 km/h en vitesse de pointe.

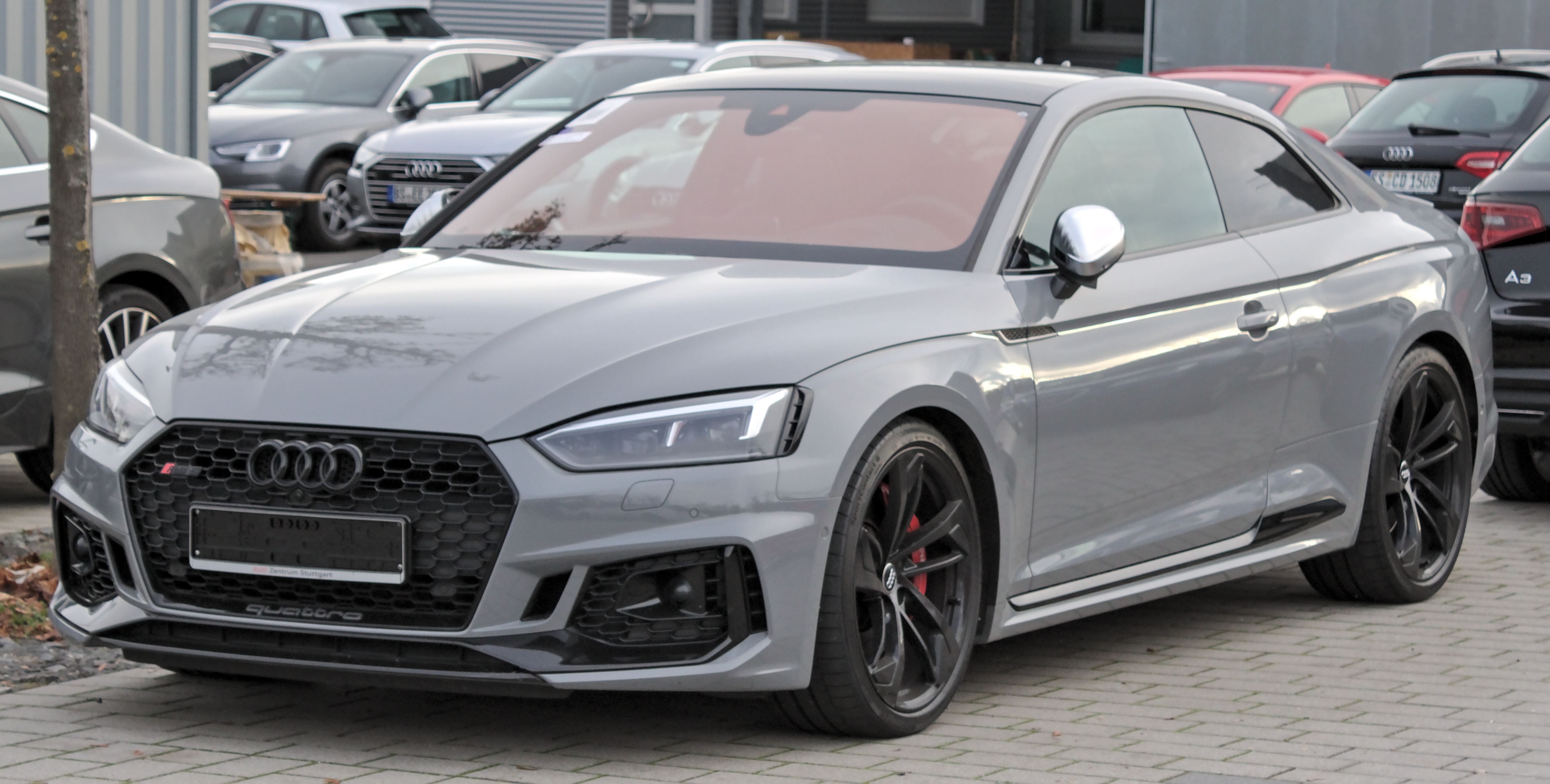
RS5 Coupé
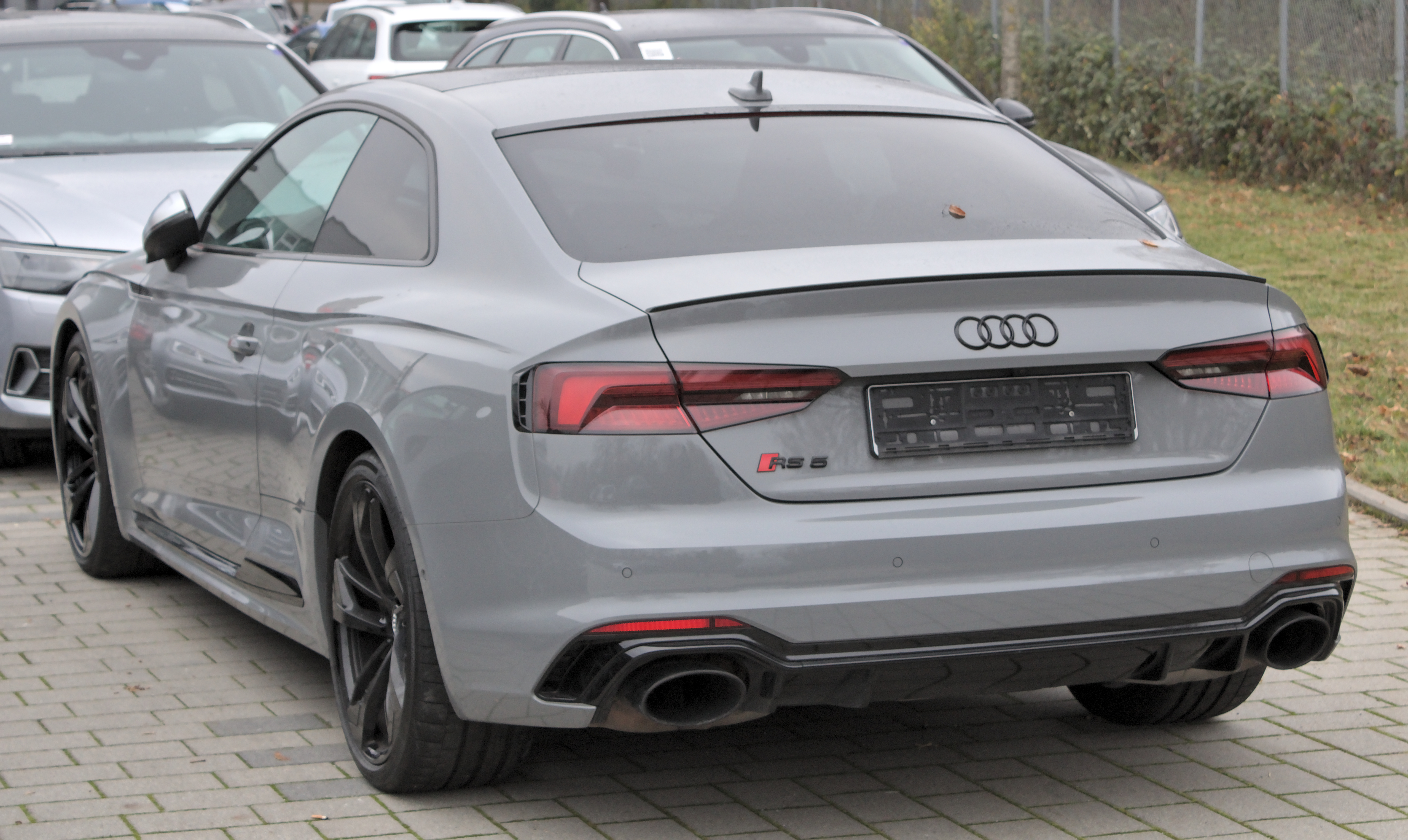
RS5 Coupé

## Troisième génération (2024-)
La troisième génération d'Audi A5 est présentée le 16 juillet 2024. Elle est aussi la sixième génération d'Audi A4 car les chiffres pairs sont dorénavant réservés aux véhicules électriques dans la gamme du constructeur, l'A4 thermique devient alors A5 en 2024. 